# Fotsvamp

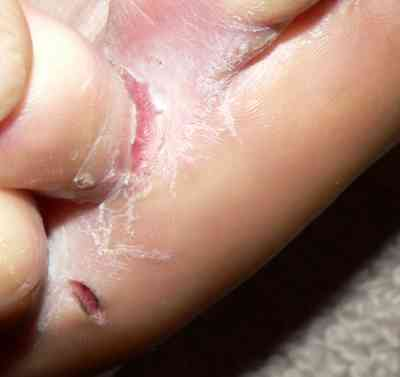
Fotsvamp

Fotsvamp eller tinea pedis är en infektion av en svamp som lever i det yttersta hudlagret där cellerna är döda, det så kallade hornlagret. Det medicinska namnet på sjukdomen är tinea pedis, från latinets namn på hudsvamp och fot. Fotsvamp kallas sjukdomen när svamp angriper området mellan tårna eller fotsulorna.
De vanliga symtomen vid ett milt angrepp är oangenäm lukt, klåda, rodnad och fjällning.
Egentligen är det ofta ett samspel mellan svamporganismer och bakterier som orsakar den vanligaste milda formen av fotsvamp.

## Orsaker
Det finns olika arter av svampar som ger olika symptom när man smittas. Trichophyton rubrum är den vanligaste svampen. Den är endemisk i några små områden i sydöstra Asien, Afrika och Australien, varifrån den spridit sig över världen. Några andra vanliga svampar är  Trichophyton mentagrophytes, Epidermophyton floccosum, Trichophyton tonsurans, Cytalidium dimidiatum, Cytalidium hyalinum, och candida.
Sedan svamp nått foten angriper den huden med ett enzym, keratinas, genom vilket det kan invadera keratinet i huden. I svampens cellväggar finns också ämnen (mannans) som bryter ner fotens immunsystem lokalt. Att fötterna angrips tycks bero på att sebum (talg) verkar hämmande på svamp, och foten saknar talgkörtlar.

## Varianter, symtom och förlopp
Den vanligaste fotsvampen ger ett fjällande utslag mellan tårna, men kan sprida sig till naglarna (nagelsvamp) och ibland även till andra områden på kroppen, som ljumskar och händer. Fotsvamp mellan tårna kallas också interdigital tidea pedis, och kan yttra sig i rodnad, sprickor, fjällande och klåda.Vanligen drabbas området mellan lilltån och den närmaste tån.
Kronisk fotsvamp uppträder vanligen på fotsulorna i form av hyperkeratos (förtjockad hud). Tillståndet kallas också mockasinsvamp. Klåda kan förekomma liksom rodnad. I svårare fall kan infektionen sprida sig uppåt sidorna på foten, men vanligen är infektionen begränsad till sulorna.
Fotsvamp kan kompliceras med inflammation, som yttrar sig i små utslag som kan klia och göra ont. Vidare kan fotsvampen drabbas av en bakterieinfektion.
Vissa sjukdomar kan påverka förloppet. Dålig blodcirkulation i fötterna, lymfödem, nedsatt immunförsvar, torr hud, och hyperhidros (svettningar) kan försvåra tillståndet vid fotsvamp.

## Smittvägar
Vanligaste är att man smittar sig själv genom att svamp som normalt finns på huden övergår i fotsvamp när förhållandena blir gynnsamma, svampen får lättast fäste i uppblött och skadad hud. Ovanligare, men förekommande, är att svampen smittar vid direktkontakt eller indirekt via till exempel duschgolv.

## Prevention
För att förhindra angrepp av fotsvamp gäller reglerna Torrt och Rent.
Torrt innebär att fötter och skor inte ska vara fuktiga under en längre tid. Torka fötter noggrant, särskilt mellan tårna, när de varit blöta. Skor ska hinna torka över natten.
Rent innebär att fötter och kläder absolut inte ska lukta. Rengör naglar och tåmellanrum, byt strumpor varje dag. Gymnastikskor som inte torkats ordentligt och därigenom börjat lukta bör kastas eller tvättas.

## Behandling
Det finns två olika typer av behandling:
- Salva med azoler (Klotrimazol, Mikonazol, Ekonazol) eller allylaminer (Terbinafin) som dödar svamporganismer.
- Lösning eller lotion med surgörande ämnen (mjölksyra, citronsyra) som ger foten en förändrad svamp- och bakteriebalans.

Behandlingen tar vanligen en till tre veckor.